# Уругвай (река)
Уругвай (на португалски: Uruguay и на испански: Uruguay) е река в Южна Америка, протичаща през Бразилия, Аржентина и Уругвай, вливаща се заедно с река Парана в Атлантическия океан. Дължината ѝ е 1838 km (заедно с дясната съставяща я река Каноас – 2408 km). Площ на водосборния басейн – 365 000 km².

## Извор, течение, устие
Река Уругвай се образува на 436 m н.в., на границата между бразилските щати Рио Гранди до Сул и Санта Катарина, от сливането на двете съставящи я реки Пелотас (лява съставяща) и Каноас (дясна съставяща). Двете реки водят началото си от западния склон на планинския масив Сера Жерал, част от планинската верига Сера до Мар, която е разположена в крайната югоизточна част на Бразилското плато. По цялото си протежение река Уругвай служи за граница между различни субекти: в горното течение между бразилските щати Рио Гранди до Сул (на юг) и Санта Катарина (на север), в средното – между Бразилия на югоизток и Аржентина на северозапад, а в долното – между Уругвай на изток и Аржентина на запад. В горното и в част от средното течение, до аржентинския град Санто Томе, река Уругвай тече през лавово плато, образувайки множество прагове и малки водопади. След това реката заобикаля платото от запад като в района на градовете Салто (в Уругвай) и Конкордия (в Аржентина) образува голям водопад (сега там е изграден мощен хидровъзел). В най-долното си течение река Уругвай тече през обширната Лаплатска низина в южна посока. При уругвайския град Кармело заедно с делтата на река Парана се влива във върха на залива-естуар Ла Плата.

## Притоци, хидроложки показатели
Водосборният басейн на река Уругвай е асиметричен. Поради това, че близо на запад от нея протича река Парана, десните ѝ притоци са къси и слаборазвити, за сметка на левите, които  са много по-дълги и пълноводни. Основните ѝ притоци са: леви – Пелотас (437 km), Варзиа (165 km), Ижуи (542 km), Пиратини (352 km), Ибикуи (290 km), Куараи (340 km), Арапей (227 km), Дайман (210 km), Кегуай Гранде (280 km), Рио Негро (750 km); десни – Каноас (570 km), Пейши (249 km), Шапеко (248 km), Агуапей (310 km). Подхранването ѝ е предимно дъждовно. Речният ѝ режим е съпроводен от две пълноводия през годината – през есента и пролетта, в резултат от дъждовния период през тези сезони. Среден годишен отток в долното течение (при изтичането от язовира „Салто Гранде“) – 5500 m³/s.

## Стопанско значение, селища
На река Уругвай са изградени няколко ВЕЦ-ове, най-голяма от които е „Салто Гранде“, с мощност почти 2 GW. Реката е плавателна за морски съдове с газене до 7 m до уругвайския град Пайсанду, а до преградната стена на язовира „Салто Гранде“ – за плитко газещи речни съдове. Долината ѝ е гъсто населена, като най-големите селища са градовете: Сао Воржа, Итаки, Уругваяна (в Бразилия); Санто Томе, Пасо де лос Либрес, Монте Касеро, Конкордия, Консепсион де Уругвай (в Аржентина); Салто, Пайсанду, Фрай Бентос, Кармело (в Уругвай).